# پولهم مارکت
پولهم مارکت (به انگلیسی: Pulham Market) یک روستا و محله مدنی در بریتانیا است که در South Norfolk واقع شده‌است. پولهم مارکت ۱۲٫۰۸ کیلومتر مربع مساحت و ۹۷۷ نفر جمعیت دارد.